# 장암초등학교 (경기)
장암초등학교는 대한민국 경기도 안성시 일죽면 장암초교길 8 (장암리)에 있었던 공립 초등학교이다.

## 학교 연혁
- 1946년 12월 11일 일죽국민학교 장암분교장 설립인가
- 1960년 3월 25일 장암국민학교로 개명(승격)
- 1984년 3월 1일 금산분교장 개설
- 1987년 3월 10일 금산분교 병설유치원 개설
- 1995년 2월 28일 금산분교 폐교 (일죽국민학교로 통폐합)
- 1996년 3월 1일 장암초등학교로 교명변경
- 1998년 9월 1일 일죽초등학교로 통폐합